# 岩永幸之城
岩永 幸之城（いわなが ゆきのじょう、1995年2月15日 - ）は、日本の子役である。
ゲンキッズ子供タレント所属。実弟に岩永彩之心。

## 出演

### テレビドラマ
- 信吾ママドラマスペシャル「オッハーは世界を救う」（2001年1月18日、フジテレビ）

### バラエティ
- 英語であそぼ（NHK教育）
- よゐこのKIDSぱらだいす!（キッズステーション）

### 映画
- ファンタスティポ（2005年2月）

### CM
- トヨタ自動車「ファンカーゴ」
- トヨタレンタリース
- パナソニック「3CCDデジカム」
- セボン住宅販売
- 大王製紙「エリス」
- TOTO
- SONY「液晶テレビ」
- 伊藤園「天然ミネラル麦茶・やかんおかん編」
- 小学館「小学六年生 F1日本グランプリ2006キッズレポーター」